# 31508 Kanevsky
31508 Kanevsky este un asteroid din centura principală de asteroizi.

## Descriere
31508 Kanevsky este un asteroid din centura principală de asteroizi. A fost descoperit pe 10 februarie 1999 la Socorro, New Mexico, în cadrul proiectului LINEAR. Asteroidul prezintă o orbită caracterizată de o semiaxă mare de 2,36 ua, o excentricitate de 0,04 și o înclinație de 1,8° în raport cu ecliptica.